# Milichia
Milichia é um género de moscas pertencente à família Milichiidae.
O género possui distribuição cosmopolita.

## Espécies
Espécies (lista incompleta):
- Milichia aethiops Malloch, 1913
- Milichia albomaculata (Strobl, 1900)
- Milichia angustifrons Bezzi, 1928